# Losange
Pour les articles homonymes, voir Losange (homonymie).
 (novembre 2016).
Si vous disposez d'ouvrages ou d'articles de référence ou si vous connaissez des sites web de qualité traitant du thème abordé ici, merci de compléter l'article en donnant les références utiles à sa vérifiabilité et en les liant à la section « Notes et références ».
Un losange est un quadrilatère dont les côtés ont tous la même longueur, ou encore un parallélogramme ayant au moins deux côtés consécutifs de même longueur. Il était anciennement appelé rhombe du grec ῥόμβος (et porte toujours un nom tiré de cette étymologie dans de nombreuses langues, comme rhombus en anglais ou encore rombo en espagnol et en italien).
L'adjectif qui lui est relatif est rhombique.

Deux losanges. La figure de gauche montre que les quatre côtés sont de même longueur. La figure de droite est un losange où les propriétés du parallélogramme sont mises en évidence.

## Propriétés

### Propriété 1
Pour tout quadrilatère non croisé (et donc non aplati) d'un plan euclidien, les propositions suivantes sont équivalentes :
1. ce quadrilatère est un losange ;
2. ce quadrilatère a ses côtés de même longueur et ses sommets distincts ;
3. les diagonales de ce quadrilatère se coupent en leur milieu (autrement dit : c'est un parallélogramme) et elles sont perpendiculaires.

Ce quadrilatère a deux angles aigus et deux angles obtus (sauf dans le cas particulier où le losange est aussi un carré, auquel cas tous les angles sont droits). Un de ses angles aigus + un de ses angles obtus = 180° ; exemple : 110°(obtus) + 70°(aigu) = 180°.

Losange aplati ABCD

Illustration pour le cas d'un losange plat :

### Propriété 2
Les diagonales d'un losange sont les bissectrices de ses angles.

### Propriété 3
Les angles opposés d'un losange ont la même mesure deux à deux.

### Propriété 4
Un losange a au moins deux axes de symétrie : ses diagonales.

## Remarques
La définition du losange comme étant un parallélogramme impose qu'un losange soit une figure plane.
Il existe des quadrilatères (avec quatre sommets bien distincts) ayant les quatre côtés de même longueur qui ne sont pas des losanges. Il suffit de se placer dans un espace affine euclidien de dimension 3 et de faire subir à un côté d'un "vrai losange" une rotation suivant l'une de ses diagonales.
Un carré est un losange particulier. C'est le seul qui soit aussi un rectangle, c'est-à-dire possédant quatre angles droits.

## Aire
{\displaystyle A={\frac {d\times D}{2}}}
où d représente la longueur de la petite diagonale et D représente la longueur de la grande diagonale du losange.

## Polyèdres à faces losanges

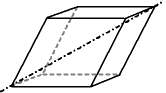
Rhomboèdre

Un polyèdre à faces losanges est dit "rhombique". Un polyèdre dont les six faces sont des losanges est appelé un rhomboèdre, mais il existe d'autres polyèdres rhombiques comme le dodécaèdre rhombique et le triacontaèdre rhombique.

## Sens figuré
« La marque au losange » est une expression régulièrement utilisée pour désigner la marque automobile Renault, en référence à la forme de son logo.

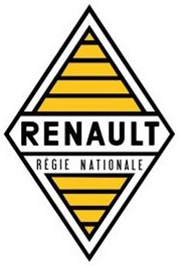
Logo de Renault en 1946